# Ottó Hellmich
Ottó Hellmich (Budapest, 6 aprile 1874 – Budapest, 4 luglio 1937) è stato un ginnasta ungherese.

## Palmarès

### Olimpiadi
- 1 medaglia:
  - 1 argento (Stoccolma 1912 nel concorso a squadre)